# Real and True
«Real and True» —en español: «Real y verdadero»— es una canción interpretada por el cantante estadounidense Future con la colaboración de Miley Cyrus y Mr Hudson. La canción fue lanzada como tercer sencillo del álbum el 5 de noviembre de 2013, en formato digital. Fue escrita por Nayvadius D. Wilburn Cash, Miley Cyrus y B. Hudson McIldowie, mientras que Mike Will Made It la produjo. «Real and True» es una canción perteneciente a los géneros pop y R&B, y su lírica hace referencia a un amor eterno. En general recibió críticas positivas de los críticos musicales, quienes alabaron la producción y el contenido lírico, pero consideraron que las voces estaban demasiado procesadas.

## Antecedentes
El 3 de octubre de 2013, Future realizó una entrevista para RapFix Live, él habló acerca de las colaboraciones de su álbum Honest, en donde reveló que la canción llevaría por nombre «Real and True». Future dijo: «Trabajé con Miley Cyrus cuando estábamos trabajando en su proyecto, por su álbum [Bangerz], Yo estaba haciendo algunas grabaciones en Las Vegas y Mr Hudson envió un hook back que hizo en una pista de Mike Will [Made It]. Él [Mr Hudson] la reprodujo para Miley y quiso ser parte de ella [de la pista], así que voy a poner la pista en mi álbum también». Anteriormente Future y Cyrus habían colaborado por primera vez en la canción «My Darlin'» del cuarto álbum de estudio de la primera, Bangerz (2013), al respecto Future reveló en una entrevista a MTV que las canciones que realizaron juntos son muy «conmovedoras». También habló sobre la canción diciendo que: «Algunos días es sobre el dinero, salir de fiesta y la vibra, y algunos días [es sobre la necesidad de tener a] alguien a tu lado y mantener el rendimiento. Algunos días quieres saber si el amor que tú tienes es realmente verdadero, y una canción que tenemos es básicamente alrededor de todos esos temas».

## Descripción
«Real and True» es una canción pop influenciada por el género hip hop, y fue producida por Mike Will Made It. En total, cuenta con una duración de cuatro minutos con siete segundos. Es una canción de amor que cuenta con la utilización de Auto-Tune para corregir el tono en ejecuciones vocales del cantante Future.

## Recepción crítica
«Real and True» recibió críticas generalmente favorables de los críticos de música. Erika Ramirez de Billboard sintió que «Cyrus se robó la atención con su destreza vocal» durante su verso en la pista, mientras que Alex Young de Consequence of Sound elogió la grabación describiéndola como una «sensación buena, una canción de amor con un gancho impresionante», añadiendo que Future entrega una «delicada mezcla de rap y sensuales cantos». Josiah Hughes de Exclaim! disfrutó la «sensación general de amor y bondad» presente en toda la canción. Carl Williott de Idolator elogió las contribuciones de producción que hizo Mike Will Made It, y denominó a la pista como una «balada hermosa». Carolyn Menyes de MusicTimes comentó que la canción es una balada de «cuna romántica», pero demasiada arreglada con tecnología de auto-tune.

## Video musical

### Antecedentes
El vídeo fue grabado en el mes de octubre, bajo la dirección de Rankin, y la dirección creativa de Vicky Lawton. El 11 de octubre, se dieron a conocer imágenes de la grabación del vídeo musical, el sitio web E! comenta que Miley Cyrus adquiere una nueva identidad en este vídeo. Además agregó que: «La cantante pop se convirtió en lo que parece ser un extraterrestre en el vídeo musical del sencillo del rapero Future "Real and True", uno de sus temas, que cuenta con Miley. La serie de fotos exclusivas del vídeo [...] muestran a Cyrus cubierta de pintura de cuerpo metálico, mientras que Future luce como él mismo, además de llevar el uniforme de un astronauta [...] Su trabajo juntos sale de su segundo LP Honest [de Future], fue una de las muchas colaboraciones».

### Estreno y recepción

El video musical de «Real and True» fue estrenado por MTV, el domingo 10 de noviembre de 2013.

El vídeo fue estrenado en el canal de televisión MTV, el 10 de septiembre de 2013, a las 6:55 p. m. del tiempo del este; correspondiente al huso horario de Canadá y los Estados Unidos, después del térmito de los MTV Europe Music Awards 2013. Al día siguiente el vídeo fue estrenado de manera oficial, a través de la cuenta de Future del sitio web de videos musicales Vevo, a las 7:00 p. m. del tiempo del este. De acuerdo al sitio web de la cadena estadounidense de televisión por cable MTV, el vídeo es de estilo futurista, que muestra al rapero Future y a Mr Hudson en una misión interestelar donde descubren a Miley Cyrus en un planeta estéril. El sitio web Complex Music comenta que Cyrus, Future y Mr Hudson, toman el papel de astronautas en una misión. Future y el Mr Hudson comienzan el vídeo en una nave espacial, donde localizan a Cyrus inconsciente en un planeta. Los dos bajan al planeta y rescatan a Cyrus. A partir de ahí, el vídeo muestra el romance entre el Future y Cyrus.

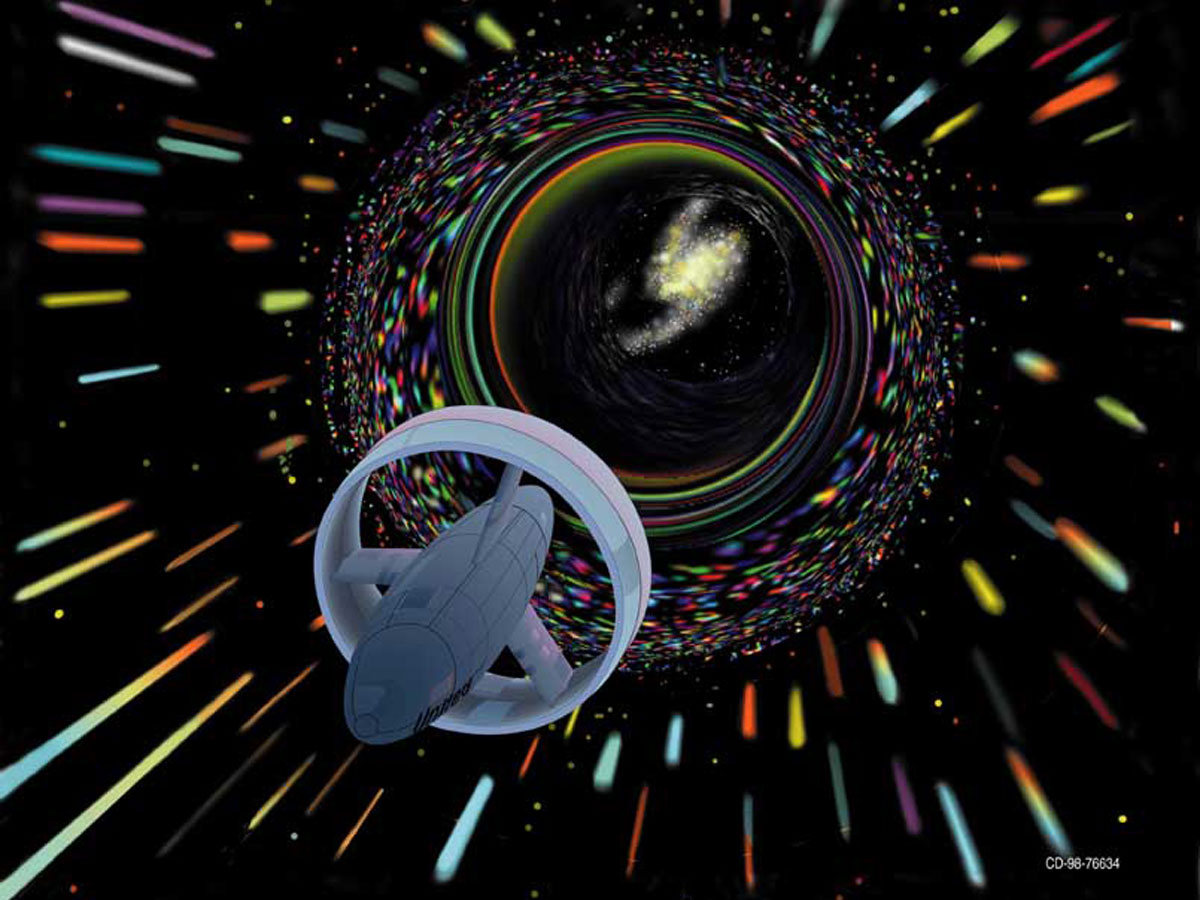
El video musical aborda el tema de viajes interestelares.

El sitio web Azteca Trends escribe en su crítica que Cyrus nuevamente presume su belleza al natural y su increíble voz con su participación en el video del tema musical «Real and True» del rapero Future. Además agrega: «En este video Miley aparece como un alien, en donde se le puede ver con el cuerpo desnudo, sin enseñar demás, con un interesante bodypaint plateado». El sitio web Hollywood Life criticó positivamente el video, en su reseña escribe: «La colaboración muy esperada entre Miley Cyrus, de 20 años, y Future, de 29 años, fue finalmente liberada el 10 de noviembre en MTV, y nos encanta el fantástico ambiente futurista del vídeo. Si Miley está estirando hacia fuera su cuerpo desnudo en un sillón metálico o tocando a Future con sus pegajosas manos, no podemos darle la espalda! ¿Se puede?. ¡Estamos obsesionados con la mirada de brillante plata de Miley!». EL bloguero estadounidense Perez Hilton felicita a Cyrus mediante su sitio web por su «adorable» vídeo musical, asimismo bromea sobre el próximo viaje que realizará Lady Gaga en 2015 al espacio, diciendo: «Es sólo una cuestión de tiempo hasta que realmente haga un concierto en el espacio, ¿no?!». El sitio web de la revista estadounidense Vibe escribe en su reseña: «Cyrus interpreta una brillante, brillante deidad intergaláctica con su papel (creo Milla Jovovich en El quinto elemento). Future, un astronauta, encuentra a Cyrus y la trae de regreso a la vida. "Se trata de alguien que sacrifica su vida por amor", dijo Future a MTV». Rachel Brodsky de MTV escribió una reseña sobre el video. Brodsky comenta: 

El vídeo comienza con Futuro y Mr Hudson en lo que sólo podemos suponer es una misión espacial para encontrar la más sexy extraterrestre viva (eh- que suena como un concurso de belleza en el Comic Con), "Real and True" dirigido por Rakin, cuenta con los dos cantantes aterrizando en un planeta parecido a la luna y la búsqueda de la que a duras penas sobrevivió/ Miley ésta criogénicamente congelada en un traje espacial Vintage. ¡Tiempo de revivirla!. Ahora, si esto fuera "Alien", o "Prometheus", la reactivación de Miley significaría muertes múltiples relacionados con extraterrestres antes de realizar el viaje. Pero debido a que se trata de un vídeo musical, la transformación de Miley significa transformándose en un desnudo, cubierto de chispa sexual extraterrestrial que seduce a Future con sus pestañas largas y extremidades. Es una pena que no pueden estar juntos (si es que la lleva de vuelta a la Tierra, podría sufrir una situación de atrapamiento "ET" en el nombre de la ciencia). En cambio, la actuación de lírica de "Real and True" dice (Through the distant and cold depths of space/ The radio sings our song, it's a love real and true —en español: "A través de las profundidades distantes y frías del espacio / La radio canta nuestra canción, es un amor real y verdadero"—), Future vuelve a la tierra y deja el recién revivido alien Miley a vivir el resto de sus días en... la luna, supongo.
Rachel Brodsky

## Listas de popularidad

### Semanales
| País (Lista 2013)                          | Mejor posición |
| ------------------------------------------ | -------------- |
| Corea del Sur                              | 189            |
| Estados Unidos (Bubbling Under Hot 100)    | 3              |
| Estados Unidos (Hot R&B/Hip-Hop Songs)     | 32             |
| Estados Unidos (R&B/Hip-Hop Digital Songs) | 20             |
| Estados Unidos (Rap Digital Songs)         | 17             |
| Estados Unidos (Rap Songs)                 | 25             |
| Estados Unidos (Rap Streaming Songs)       | 21             |
| Estados Unidos (Rhythmic Songs)            | 37             |
| Israel                                     | 8              |
| Reino Unido                                | 92             |
| Reino Unido (R&B Singles)                  | 17             |
| Ucrania (FDR Charts)                       | 8              |

## Certificaciones
| País (Organismo certificador) | Certificaciones | Ventas certificadas | Ref.   |
| ----------------------------- | --------------- | ------------------- | ------ |
| Estados Unidos (RIAA)         | Oro             | 500 000             | [ 29 ] |

## Historial de lanzamientos
| País           | Fecha                   | Formato          | Discográfica | Ref.   |
| -------------- | ----------------------- | ---------------- | ------------ | ------ |
| Estados Unidos | 5 de noviembre de 2013  | Descarga digital | Epic Records | [ 7 ]  |
| Estados Unidos | 12 de noviembre de 2013 | Radio            | Epic Records | [ 30 ] |

## Créditos y personal
- Future: Voz principal y composición
- Miley Cyrus y Mr Hudson: Vocales, composición
- Mike Will Made It: Producción

Fuente: Billboard